# Команице
Команице је насеље у Србији у општини Мионица у Колубарском округу. Према попису из 2022. било је 311 становника.

## Демографија
У насељу Команице живи 354 пунолетна становника, а просечна старост становништва износи 41,6 година (39,4 код мушкараца и 43,6 код жена). У насељу има 114 домаћинстава, а просечан број чланова по домаћинству је 3,82.
Ово насеље је великим делом насељено Србима (према попису из 2002. године), а у последња три пописа, примећен је пад у броју становника.
|  |

| Демографија | Демографија | Демографија |
| Година      | Становника  | Становника  |
| ----------- | ----------- | ----------- |
| 1948.       | 700         |             |
| 1953.       | 728         |             |
| 1961.       | 624         |             |
| 1971.       | 541         |             |
| 1981.       | 528         |             |
| 1991.       | 455         | 441         |
| 2002.       | 436         | 436         |

| Етнички састав према попису из 2002.‍ | Етнички састав према попису из 2002.‍ | Етнички састав према попису из 2002.‍ | Етнички састав према попису из 2002.‍ | Етнички састав према попису из 2002.‍ |
| ------------------------------------ | ------------------------------------ | ------------------------------------ | ------------------------------------ | ------------------------------------ |
|                                      |                                      |                                      |                                      |                                      |
| Срби                                 | Срби                                 |                                      | 426                                  | 97,70%                               |
| Албанци                              | Албанци                              |                                      | 1                                    | 0,22%                                |
| непознато                            | непознато                            |                                      | 0                                    | 0,0%                                 |

| Година пописа     | 1948. | 1953. | 1961. | 1971. | 1981. | 1991. | 2002. |
| ----------------- | ----- | ----- | ----- | ----- | ----- | ----- | ----- |
| Број домаћинстава | 131   | 148   | 142   | 137   | 136   | 126   | 114   |

| Број чланова      | 1  | 2  | 3  | 4  | 5  | 6  | 7 | 8 | 9 | 10 и више | Просек |
| ----------------- | -- | -- | -- | -- | -- | -- | - | - | - | --------- | ------ |
| Број домаћинстава | 20 | 23 | 11 | 13 | 17 | 20 | 4 | 4 | 1 | 1         | 3,82   |

| Пол    | Укупно | Неожењен/Неудата | Ожењен/Удата | Удовац/Удовица | Разведен/Разведена | Непознато |
| ------ | ------ | ---------------- | ------------ | -------------- | ------------------ | --------- |
| Мушки  | 180    | 53               | 112          | 10             | 5                  | 0         |
| Женски | 193    | 34               | 110          | 46             | 3                  | 0         |
| УКУПНО | 373    | 87               | 222          | 56             | 8                  | 0         |

| Пол    | Укупно                    | Пољопривреда, лов и шумарство | Рибарство                            | Вађење руде и камена | Прерађивачка индустрија       |
| ------ | ------------------------- | ----------------------------- | ------------------------------------ | -------------------- | ----------------------------- |
| Мушки  | 130                       | 86                            | 0                                    | 0                    | 25                            |
| Женски | 86                        | 63                            | 0                                    | 0                    | 10                            |
| УКУПНО | 216                       | 149                           | 0                                    | 0                    | 35                            |
| Пол    | Производња и снабдевање   | Грађевинарство                | Трговина                             | Хотели и ресторани   | Саобраћај, складиштење и везе |
| Мушки  | 2                         | 3                             | 8                                    | 1                    | 0                             |
| Женски | 1                         | 0                             | 5                                    | 1                    | 0                             |
| УКУПНО | 3                         | 3                             | 13                                   | 2                    | 0                             |
| Пол    | Финансијско посредовање   | Некретнине                    | Државна управа и одбрана             | Образовање           | Здравствени и социјални рад   |
| Мушки  | 0                         | 0                             | 2                                    | 0                    | 1                             |
| Женски | 1                         | 0                             | 1                                    | 2                    | 1                             |
| УКУПНО | 1                         | 0                             | 3                                    | 2                    | 2                             |
| Пол    | Остале услужне активности | Приватна домаћинства          | Екстериторијалне организације и тела | Непознато            | Непознато                     |
| Мушки  | 0                         | 0                             | 0                                    | 2                    | 2                             |
| Женски | 0                         | 0                             | 0                                    | 1                    | 1                             |
| УКУПНО | 0                         | 0                             | 0                                    | 3                    | 3                             |